# Рейнджерс (футбольний клуб)
«Ре́йнджерс» (англ. Rangers F.C.) — професіональний шотландський футбольний клуб з міста Глазго. Виступає в Прем'єршипі, вищому дивізіоні шотландського футболу. У розмовній мові клуб часто називають «Глазго Рейнджерс» (англ. Glasgow Rangers), особливо за межами Шотландії, хоча це ніколи не було його офіційною назвою. Четвертий найстаріший футбольний клуб Шотландії, заснований у березні 1872 року. Домашні матчі приймає на стадіоні «Айброкс», який вміщує понад 50 000 глядачів. Клуб завжди грав у синіх футболках.
«Рейнджерс» ставав чемпіоном Шотландської ліги рекордні 55 разів, вигравав Кубок Шотландії 34 рази, Кубок шотландської ліги рекордні 28 разів і здобув требл на національному рівні 7 разів. «Рейнджерс» переміг у Кубку володарів кубків 1972 року після того, як двічі програв у фіналах, у 1961 (перший британський клуб, який дійшов до фіналу турніру УЄФА) та у 1967. Клуб також двічі програв у фіналах Кубка УЄФА/Ліги Європи УЄФА, у 2008 та 2022 роках.
«Рейнджерс» має давню історію протистоянь з іншим футбольним клубом з Глазго — «Селтіком» (одне із найвідоміших дербі світового футболу «Олд Фірм»).

## Історія
Заснований у березні 1872 року.
2012 року в зв'язку з фінансовими проблемами клуб було виключено з числа учасників шотландської Прем'єр-ліги та переведено до Третього дивізіону Шотландської футбольної ліги — четвертого за рівнем дивізіону Шотландії. У сезоні 2012-13 «Рейнджерс» переміг у Третьому дивізіоні ШФЛ.
У сезоні 2013-14 «Рейнджерс» виграв шотландську Першу лігу — третій за рівнем дивізіон Шотландії.
З 2014 по 2016 роки клуб виступав у шотландському Чемпіоншипі — другому за рівнем дивізіону Шотландії.
За підсумками сезону 2015-16 «Рейнджерс» переміг у шотландському Чемпіоншипі та повернувся до шотландського Прем'єршипу — найвищий дивізіон Шотландії.
7 березня 2021 року «Рейджерс» вперше за 10 років став чемпіонами Шотландії, закінчивши сезон без жодного програшу та з рекордними для клубу 102 очками за сезон.
Посеред сезону 2021–22 головний тренер клубу англієць Стівен Джеррард залишив команду, отримавши пропозицію очолити англійський клуб «Астон Вілла». 11 листопада 2021 року його замінив в минулому гравець «Рейнджерс» голландець Джованні ван Бронкгорст. Він довів клуб до першого єврокубкового фіналу за 14 років. На шляху до фіналу Ліги Європи УЄФА клуб обіграв дортмундську «Боруссію», «Црвену Звезду», «Брагу» та «РБ Лейпциг». В фінальному матчі програли франкфуртському «Айнтрахту» з рахунком 4–5 в серії післяматчевих пенальті після нічиєї 1–1 в основний час. Свою спробу у серії пенальті не реалізував Аарон Ремзі.

## Склад команди
Станом на 19 лютого 2025
| №  | Поз. | Нац.        | Гравець                    |
| -- | ---- | ----------- | -------------------------- |
| 1  | ВР   | Англія      | Джек Батленд               |
| 2  | ЗХ   | Англія      | Джеймс Таверньєр (капітан) |
| 3  | ЗХ   | Туреччина   | Ридван Їлмаз               |
| 4  | ЗХ   | Нідерланди  | Робін Преппер              |
| 5  | ЗХ   | Шотландія   | Джон Сауттар               |
| 7  | НП   | Колумбія    | Оскар Кортес               |
| 8  | ПЗ   | Шотландія   | Коннор Баррон              |
| 9  | НП   | Нігерія     | Сіріл Дессерс              |
| 10 | ПЗ   | Кот-д'Івуар | Мохамед Діоманде           |
| 11 | НП   | Уельс       | Том Лоуренс                |
| 14 | ПЗ   | Албанія     | Недім Байрамі              |
| 18 | НП   | Чехія       | Вацлав Черний              |
| 19 | ЗХ   | Франція     | Клінтон Нсіала             |
| 21 | ЗХ   | Англія      | Дюжон Стерлінг             |

| №  | Поз. | Нац.              | Гравець            |
| -- | ---- | ----------------- | ------------------ |
| 22 | ЗХ   | Бразилія          | Жефте              |
| 24 | ЗХ   | Нідерланди        | Нерайшо Касанвірйо |
| 27 | ЗХ   | Нігерія           | Леон Балогун       |
| 28 | ЗХ   | Португалія        | Рафаел Фернандіш   |
| 29 | НП   | Марокко           | Хамза Ігамане      |
| 30 | ПЗ   | Румунія           | Яніс Хаджі         |
| 33 | ВР   | Шотландія         | Ліам Келлі         |
| 38 | ЗХ   | Шотландія         | Леон Кінг          |
| 43 | ПЗ   | Бельгія           | Ніколас Раскін     |
| 45 | НП   | Північна Ірландія | Росс Маккосленд    |
| 49 | ПЗ   | Шотландія         | Бейлі Райс         |
| 52 | ПЗ   | Шотландія         | Файндлей Кертіс    |
| 99 | НП   | Бразилія          | Даніло             |

## Досягнення
Внутрішні:
- Чемпіонат Шотландії:
  - Чемпіон (55, рекорд): 1891, 1899, 1900, 1901, 1902, 1911, 1912, 1913, 1918, 1920, 1921, 1923, 1924, 1925, 1927, 1928, 1929, 1930, 1931, 1933, 1934, 1935, 1937, 1939, 1947, 1949, 1950, 1953, 1956, 1957, 1959, 1961, 1963, 1964, 1975, 1976, 1978, 1987, 1989, 1990, 1991, 1992, 1993, 1994, 1995, 1996, 1997, 1999, 2000, 2003, 2005, 2009, 2010, 2011, 2021
  - Віце-чемпіон (37): 1893, 1896, 1898, 1905, 1908, 1914, 1916, 1919, 1922, 1932, 1936, 1948, 1951, 1952, 1958, 1962, 1966, 1967, 1968, 1969, 1970, 1973, 1977, 1979, 1998, 2001, 2002, 2004, 2007, 2008, 2012, 2019, 2020, 2022, 2023, 2024, 2025

- Кубок Шотландії:
  - Володар (34): 1894, 1897, 1898, 1903, 1928, 1930, 1932, 1934, 1935, 1936, 1948, 1949, 1950, 1953, 1960, 1962, 1963, 1964, 1966, 1973, 1976, 1978, 1979, 1981, 1992, 1993, 1996, 1999, 2000, 2002, 2003, 2008, 2009, 2022
  - Фіналіст (19): 1877, 1879, 1899, 1904, 1905, 1921, 1922, 1929, 1969, 1971, 1977, 1980, 1982, 1983, 1989, 1994, 1998, 2016, 2024

- Кубок шотландської ліги:
  - Володар (28, рекорд):  1947, 1949, 1961, 1962, 1964, 1965, 1971, 1976, 1978, 1979, 1982, 1984, 1985, 1987, 1988, 1989, 1991, 1993, 1994, 1997, 1999, 2002, 2003, 2005, 2008, 2010, 2011, 2024
  - Фіналіст (10): 1952, 1958, 1966, 1967, 1983, 1990, 2009, 2020, 2023, 2025

- Переможець Чемпіоншипу (1): 2016

- Переможець Першої ліги (1): 2014

- Переможець Третього дивізіону Шотландської футбольної ліги (1): 2013

- Шотландський кубок виклику:
  - Володар (1): 2016
  - Фіналіст (1): 2014

- Кубок Глазго:
  - Володар (48, рекорд): 1893, 1894, 1897, 1898, 1900, 1901, 1902, 1911, 1912, 1913, 1914, 1918, 1919, 1922, 1923, 1924, 1925, 1930, 1932, 1933, 1934, 1936, 1937, 1938, 1940, 1942, 1943, 1944, 1945, 1948, 1950, 1954, 1957, 1958, 1960, 1969, 1971, 1975, 1976, 1979, 1983, 1985, 1986, 1987, 2009, 2010, 2012, 2013
  - Фіналіст (23): 1888, 1895, 1899, 1905, 1908, 1910, 1916, 1927, 1928, 1931, 1935, 1941, 1953, 1955, 1956, 1959, 1970, 1982, 2008, 2011, 2014, 2015, 2016

Міжнародні:
- Кубок володарів кубків УЄФА:
  - Володар (1): 1971/72
  - Фіналіст (2): 1960/61, 1966/67

- Кубка УЄФА/Ліги Європи:
  - Фіналіст (2): 2007/08, 2021/22